# Rojenice
Rojenice (poznane tudi kot sojenice) so mitološka bitja oz. vile, ki po ljudski veri še s konca 18. stoletja ob rojstvu otroka krojijo in napovedujejo njegovo prihodnost. Njihovo podobo najdemo v nekaterih Slovenskih ljudskih pravljicah in tudi v nekaterih avtorskih pravljicah npr. Trnuljčica - Jacob in Wilhelm Grimm. Podobne variacije mitološkega lika pa so poznane tudi v ostalih slovanskih državah. V Češkoslovaški mitologiji so poznane kot Sudičky, podobna variacija pa je znana tudi v Srbiji pod imenom Sudice. V Poljski mitologiji pa se lik pojavi pod imeni, kot so Rodzanice, Narecznice ali Sudiczki. Moška oblika je Rod. 

## Dela, kjer nastopajo rojenice

### Trnuljčica
Ko pa je bilo vse končano, so modre žene obdarovale deklico s svojimi čudežnimi darovi: prva s krepostjo, druga z lepoto, tretja z bogastvom in tako po vrsti z vsem, kar si je mogoče želeti na svetu. (Grimm, [2000]).

### Pohorska legenda
Na Pohorju so nekoč živele vile rojenice. Ko se je rodil kakšen nov otrok so prišle v hišo, se usedle za peč in povedale, kako bo z otrokom. Sodile so ali bo kmet ali bo delavec ali bo trgovec ali cesar. Znale so napovedati otrokovo prihodnost. 
Če je bil kmet dober, jim je hitro postregel z okrepčilom; pogača in vino. Hitro so se najedle in se zahvalile, še preden so odšle. Otrok pa je resnično postal to, kar so vile napovedale.
Če pa jim kmet ni postregel in se je naredil, da jih ne opazi, so bile jezne in užaljene in ne glede na to, kar so napovedale o prihodnosti otroka, je ta postal falot in barabin in nič kaj prida ni bilo iz njega. 

## Predstavitev Rojenic
Rojenice in sojenice se med ljudstvom mešajo z vilami, saj imajo nekatere vilinske lastnosti, po drugi strani pa naopovedujejo prihodnost oz. človekovo usodo. V hišo k novorojenemu otroku pridejo točno opolnoči in nihče jih ne more videti z izjemo beračev. Navadno so rojenice tri in kar dosodijo je dokončno. Navadno so ljudje ob rojstvu otroka na mizo položili pogačo, vino in hleb kruha. To so delali zato, ker so po legendi, ob rojstvu za mizo rojenice, in bolj poln stol kot najdejo, lepša bo otrokova usoda.
Po indoevropskem bajeslovju naj bi otroku ob zibelki prerokovale tri lepe žene:
1. Kloto je v grški mitologiji najmlajša izmed treh moir oz. park. Njeno ime v grščini pomeni »predica«, kar označuje delo, ki ga opravlja. Saj pravijo da »nasnuje nit življenja«.
2. Lahezis je druga od treh rojenic. Ona določi, kako dolgo življenje nas čaka. Ljudem namenja dolžino življenja in odloči, kdaj se življenje  posameznika konča. Pravimo, da »prede nit življenja«.
3. Atropa zadnja izmed treh moir. Ona pa je tista, ki izbere način smrti. Pravimo, da »prereže nit življenja«.

Od tod je njihov značilen atribut preja (preslica, kolovrat, nit ...). Napoved rojenic je neizpodbitna, prepreči pa jo lahko le nasvet nekoga, ki je posvečen v kozmične skrivnosti npr. vedeževalec ali puščavnik. 
So bitja, ki imajo dvojen odnos do človeka. Želijo mu dobro ali pa so nosilke njegove usode, ki je zapisana smrti.

### Simbolika barv
Zanimiva je simbolika barv. Nekateri pravijo, da prva rojenica sodi mladost, druga zakonsko življenje, tretja pa starost; spet drugi pravijo, da ena sodi veselo in srečno življenje, druga žalostno in nesrečno, tretja pa smrt. Slednja je vedno oblečena v bela oblačila, drugi dve pa v modro in rdeče ali drugače, tako da se barva obleke sklada s sodbo. Rdeča in modra barva sta barvi mladosti, življenjske radosti, bela pa znamenje smrti. 

## Primerjava literarnih likov
V lokalnih izročilih so vlogo rojenic in sojenic prevzela druga ženska bajna bitja, tako da se je sčasoma govorilo o vilah, belih ženah, žalik ženah ...
Njihovo podobo najdemo v številnih pravljicah:
- Rojenice in sojenice: ljudska
- Rojenice v Lipljeniški jami: ljudska
- Žal žene: ljudska
- Žalik žena v postelji: ljudska
- Žark žene: ljudska
- Žal žene v Mežiški dolini: ljudska
- Rojenice prerokujejo usodo: ljudska
- Trnuljčica: Jacob in Wilhelm Grimm.